# 克里斯·彭內爾
克里斯·彭內爾（英語：Chris Pennell；1987年4月26日—）是一位英格蘭橄欖球運動員。他是英格蘭國家橄欖球隊的一員，代表英格蘭參加了2014年橄欖球六國賽。